# Praecereus
Praecereus Buxb. è un genere di piante succulente della famiglia delle Cactacee.

## Tassonomia
Comprende due specie:
- Praecereus euchlorus (F.A.C.Weber ex K.Schum.) N.P.Taylor
- Praecereus saxicola (Morong) N.P.Taylor